# Gornergletscher
Gornergletscher (z němčiny, doslovně ledovec Gorner) je údolní ledovec na západní straně masivu Monte Rosa nedaleko Zermattu ve švýcarském kantonu Valais. Je asi 12,5 km dlouhý a 1 až 1,5 km široký. Ledovcová oblast měla v roce 2017 plochu přibližně 41  km², což je druhá největší souvislá ledovcová oblast v Alpách po Aletschském ledovci.